# Secrets of the Nine
Secrets of the Nine (Secretul Celor Nouă) este o trilogie de romane fantastice horror erotice SF de Philip José Farmer. Conține următoarele volume:
- A Feast Unknown (Essex House, 1969)[3]
- Lord of the Trees (Ace Books, 1970) (Stăpânul copacilor)
- The Mad Goblin (Ace Books, 1970) (Goblinul nebun)

Ultimele două volume au apărut ca Ace Double #51375 la Ace Books.

## A Feast Unknown
Romanul A Feast Unknown este o pastișă a ficțiunii pulp, erotică și de groază. Cartea conține multe elemente comune cu conceptul lui Farmer, familia Wold Newton, dar există unele dispute cu privire la faptul dacă are loc de fapt în același cadru cu celelalte ficțiuni ale lui Farmer din universul Wold Newton. În plus, romanul este criticat pentru reprezentările sale grafice ale sexului și violenței, și mai ales pentru combinația dintre cele două. Theodore Sturgeon consideră că  mesajul pe care A Feast Unknown este destinat să-l transmită cititorului este că „sexul final combinat cu violența supremă este absurditatea finală”. Acest lucru este egal cu ideea că Farmer a intenționat ca romanul să fie în mare parte o satiră a ficțiunii pulp, exagerat în mod deliberat până la absurditate, după cum a spus și Sturgeon. Acest aspect a fost pierdut atât de editorul original, Essex House, care a produs romane „porno de calitate” cât și de mulți recenzori, care au considerat A Feast Unknown „o carte fără valoare”.
Cele două personaje principale ale romanului sunt versiuni ale două dintre personajele preferate ale lui Farmer, Tarzan și Doc Savage. Numiți „Lord Grandrith” și, respectiv, „Doc Caliban”, cei doi sunt recunoscuți ca personaje iconice, dar totuși unice. Cei doi frați vitregi cu același tată (infamul criminal în serie din epoca victoriană Jack Spintecătorul) au o suferință oribilă datorită elixirului puternic care le oferă o viață aproape eternă. La începutul romanului, au descoperit că nu mai pot practica activități sexuale decât în timpul actelor de violență (penisurile lor devin erecte numai în timpul unui act de violență) și ejaculează după ce au luat vieți. Până la sfârșitul romanului, Grandrith și Caliban se luptă unul cu celălalt în nud, cu pumnul, cu ghearele și prin mușcături, fiecare dintre ele producându-le erecții masive.
Romanul începe cu Grandrith atacat de trei părți: armata kenyană, un grup de mercenari albanezi și de Doc Caliban, care crede că Grandrith l-a ucis pe vărul lui Caliban și unica sa iubire adevărată. În plus, atât Caliban, cât și Grandrith au fost chemați pentru apariția lor anuală în fața Celor Nouă, un grup puternic de nemuritori apropiați, care a dat celor doi secretul nemuririi în schimbul ascultării lor.
Totuși, Caliban și Grandrith găsesc în cele din urmă un dușman comun printre Cei Nouă, după ce descoperă că acesta controlează lumea și că le-a manipulat propriile vieți și întreaga luptă anterioară dintre cei doi. Cei doi războinici emblematici jură să-i învingă pe Cei Nouă împreună - povestea continuă în Lord of the Trees și The Mad Goblin.

## Lord of the Trees
Lord of the Trees arată în continuare povestea din punctul de vedere al lui Grandrith. În timpul evenimentelor din Lord of the Trees, Grandrith ucide doi dintre Cei Nouă, Mubaniga și Jiizfan. Cel mai vechi membru al Celor Nouă, XauXaz, a murit anterior de bătrânețe extremă în A Feast Unknown. Iwaldi, Goblinul Nebun, este, de asemenea, ucis. În cele din urmă, doar cinci dintre Cei Nouă rămân în viață.

## The Mad Goblin
The Mad Goblin arată în continuare povestea din punctul de vedere al lui Doc Caliban. În timpul evenimentelor cărții, Caliban (ajutat de „Porky” Rivers și „Jocko” Simmons, analogi ai lui „Ham” Brooks și „Monk” Mayfair din poveștile cu Doc Savage) ucide doi membri ai Celor Nouă, Jiinfan și Iwaldi Goblinul Nebun. Cel mai vechi membru al Celor Nouă, XauXaz, a murit anterior de bătrânețe extremă în A Feast Unknown. Grandrith omoară pe Mubaniga, în Lord of the Trees. În cele din urmă, doar cinci dintre Cei Nouă rămân în viață.

## Legături externe
- A Feast Unknown at Farmer's official website.
- Reviews of Feast at Farmer's official website.
- A list of Farmer's Wold Newton fiction at Farmer's official website.
- Three essays by Dennis Power which attempt, in part, to reconcile the events of Feast and its sequels with Wold Newton continuity. Tarzan? Jane?, Triple Tarzan Tangle, and Tarzans in the Valley of Gold
- Publishing history
- Lord of the Trees at Farmer's official website.
- Reviews of Trees at Farmer's official website.
- The Mad Goblin at Farmer's official website.
- Reviews of The Mad Goblin at Farmer's official website.